# Grand Canyon West
Grand Canyon West es un lugar designado por el censo ubicado en el condado de Mohave en el estado estadounidense de Arizona. En el Censo de 2010 tenía una población de 2 habitantes y una densidad poblacional de 0,04 personas por km².

## Geografía
Grand Canyon West se encuentra ubicado en las coordenadas 36°0′16″N 113°48′15″O / 36.00444, -113.80417. Según la Oficina del Censo de los Estados Unidos, Grand Canyon West tiene una superficie total de 45.59 km², de la cual 44.52 km² corresponden a tierra firme y (2.34%) 1.07 km² es agua.

## Demografía
Según el censo de 2010, había 2 personas residiendo en Grand Canyon West. La densidad de población era de 0,04 hab./km². De los 2 habitantes, Grand Canyon West estaba compuesto por el 100% blancos, el 0% eran afroamericanos, el 0% eran amerindios, el 0% eran asiáticos, el 0% eran isleños del Pacífico, el 0% eran de otras razas y el 0% pertenecían a dos o más razas. Del total de la población el 0% eran hispanos o latinos de cualquier raza.